# Chusquea pittieri
Chusquea pittieri är en gräsart som beskrevs av Eduard Hackel. Chusquea pittieri ingår i släktet Chusquea och familjen gräs. Inga underarter finns listade i Catalogue of Life.